# Хатинген
Хатинген (њем. Hattingen) град је у њемачкој савезној држави Северна Рајна-Вестфалија. Једно је од 9 општинских средишта округа Енепе-Рур. Према процјени из 2010. у граду је живјело 56.119 становника. Посједује регионалну шифру (AGS) 5954016, NUTS (DEA56) и LOCODE (DE HAT) код.

## Географски и демографски подаци
Хатинген се налази у савезној држави Северна Рајна-Вестфалија у округу Енепе-Рур. Град се налази на надморској висини од 90 метара. Површина општине износи 71,4 km². У самом граду је, према процјени из 2010. године, живјело 56.119 становника. Просјечна густина становништва износи 786 становника/km².